# (30009) 2000 CQ50
A (30009) 2000 CQ50 a Naprendszer kisbolygóövében található aszteroida. A LINEAR program keretein belül fedezték fel 2000. február 2-án.

## Kapcsolódó szócikk
- Kisbolygók listája (30001–30500)